# Мухаммед-Алі-хан
Мухаммед-Алі-хан (узб. Muhammad Alixon; 1806/1808 — 1842) — 11-й хан Кокандського ханства в 1822—1842 роках. Мав прізвисько в народі Мадалі-хан.

## Життєпис
Походив з династії Мінгів. Син кокандського володаря Умар-хана та Махлар-оім. Народився за різними відомостями 1806, 1807 або 1808 року в Коканді. 1822 року після смерті батька успадкував трон.
Спочатку продовжив агресивну зовнішню політику, спрямовану на розширення меж ханства. Спочатку організував похід проти киргизів, підкоривши землі у верхів'ях Нарину, киргизів та казахів між річками Ілі та Чу до озера Іссик-Куль. У 1826 року оголосив джихад імперії Цін, але два його походи до Кашгару 1827 і 1829 років були невдалими. Втім отримав шану у мусульман, що надали йому почесний титул «газі». Разом з тим 1832 року уклав з імперією Цін договір, за яким отримав право збирати зі міст Східного Туркестану (Аксу, Турфан, Кашгар, Янгі Гіссар, Яркенд і Хотан) податкове мито та призначати туди своїх аксакасів.
У 1834 році кокандські війська підкорили Куляб, а Дарвазьке, Шугнанське і Рушанське бекства визнали номінальну зверхність Коканду. 1835 року раптово атакував війська свого родича Аталі-бека, що за допомоги Бухарського емірату намагався оскаржувати владу Мухаммед-Алі-хана. Після цього було захоплено володіння Каратегін. 1839 року придушено нову спробу Аталі-бека захопити Коканд. Слідом за цим захоплено Дарваз (його бек був союзником Аталі), самостійність якого було ліквідовано.
Водночас розпочав численні будівельні проекти як військові, так й цивільні. Було зведено фортеці Тукуз-тура, Кетмень-тюбе, Джумгал, Кочкорка, Кара-Балта, Аксу, Барскоун, Каракол. Також зведено численні медресе. Своїми наказами хан сприяв розбудові іригаційної системи, що сприяло розвитку сільського господарства.
Поступово домігся вигнання або стратив багатьох мінгбаши, що були впливові за попередніх ханів. В результаті Мухаммед-Алі зосередив усю владу в своїх руках. Це викликало невдоволення знаті. Разом з тим поступово став віддалятися від справ, що негативно вплинуло на становищі ханства. Разом з тим молодший брат хана Султан Махмуд-бек інтригував проти правителя, звернувшись по допомогу до бухарського еміра Насрулли. Останній восени 1841 року захопив фортецю Йом. Потім завдяки зрадницьким діям наближених хана бухарське військо завдало поразки кокандській армії в місцевості Обі-Хавотаг (поблизу Ура-Тюбе). В результаті Мухаммед-Алі вимушений був погодитися на передачу Насруллі захоплених ним володінь, а землі навколо Худжанду передавалися Султан Махмуд-беку.
Невдовзі бухарський емір вимушений був повернутися до себе. Під тиском знаті Мухаммед Алі почав перемовини з братом Султан Махмудом-беком. За посередництвом матері відбувся поділ Кокандського ханства. При цьому Султан Махмуд-бек отримав Худжанд, Курама, Туркестан і Ташкент, землі до Ауліа-Ата. Але це протирічило домовленостям з Насруллою, за якими Ташкент повинен був перейти до бухарського еміра. Останній у відповідь 1842 року зібрав потужне військо, яке швидко пройшло кокандськими землями. За цих обставин Мухаммед-Алі передав трон Султан-Махмуд-беку. Внаслідок зрадницьких дій маюрідів, ворог увірвався до Коканду. Мухаммед-Алі разом з братом вирішив відступати до Узгенда. На шляху до нього у селищі Бутакора (поблизу Андижану) колишнього хана було схоплено.
Між 25 та 30 травня 1842 року Мухаммед Алі, його брата Султан Махмуда, їх мати, Нодіру-бегім (дружину Мухаммед Алі) та їхнього сина Мухаммед-Амін-бека з невісткою було страчено в Коканді. Намісником було поставлено бухарця Ібрагіма. Але невдовзі того було повалено Шералі-ханом.